# Pierre-André Dumas

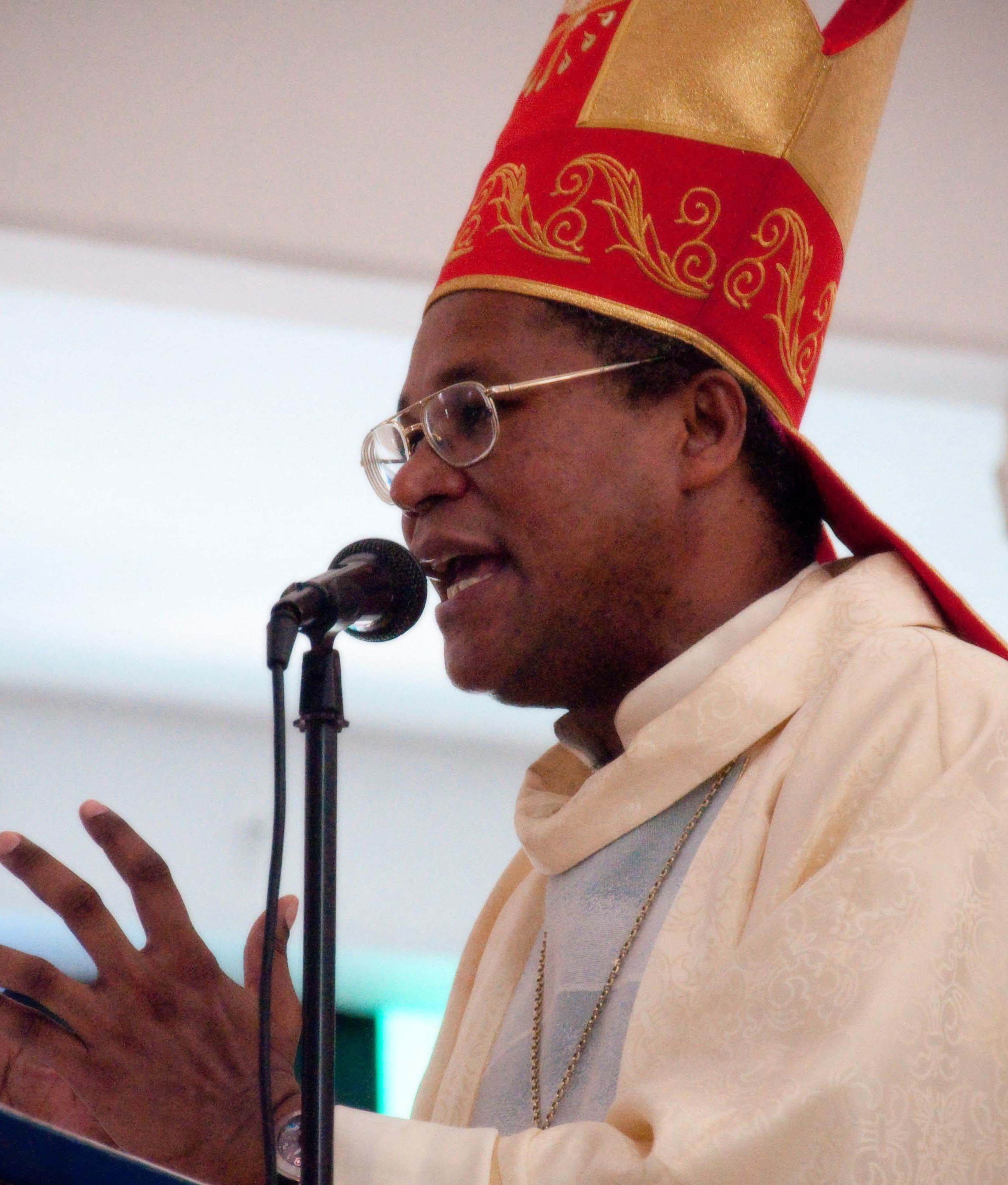
Pierre-André Dumas (2009)

Pierre-André Dumas (* 26. September 1962 in Saint-Jean du Sud, Haiti) ist Bischof von Anse-à-Veau et Miragoâne.

## Leben
Pierre-André Dumas besuchte zwei renommierte Gymnasien in Port-au-Prince, das Lycée Alexandre Pétion und das Lycée Jean Jacques Dessalines. Anschließend ging er als 18-Jähriger nach Frankreich, um Medizin zu studieren. Dort lernte er die Gemeinschaft von Taize kennen. Roger Schutz beeindruckte ihn tief. Dumas entschloss sich, Priester zu werden. Er studierte Philosophie an der Lateranuniversität in Rom und Theologie an der Gregoriana, an der er auch das Lizentiat der Theologie mit einer Dissertation zur Biblischen Theologie erlangte. Zugleich war er Seelsorger im Rebibbia-Gefängnis in Rom. Am 26. Mai 1991 empfing er durch Papst Johannes Paul II. das Sakrament der Priesterweihe für das Erzbistum Port-au-Prince.
Nach seiner Rückkehr nach Haiti war er Kaplan in Pétionville, Lehrer am Propädeutischen Seminar im Stadtteil Jacquet von Port-au-Prince, Vizerektor und schließlich Rektor des nationalen Priesterseminars in Port-au-Prince.
Am 10. Dezember 2002 ernannte ihn Papst Johannes Paul II. zum Titularbischof von Floriana und bestellte ihn zum Weihbischof in Port-au-Prince. Der emeritierte Präsident des Päpstlichen Rates für Gerechtigkeit und Frieden, Roger Kardinal Etchegaray, spendete ihm am 22. Februar 2003 die Bischofsweihe; Mitkonsekratoren waren der Erzbischof von Cap-Haïtien, François Gayot SMM, und der Erzbischof von Port-au-Prince, François-Wolff Ligondé. 2006 wurde er zum Rektor der Université Notre-Dame d’Haïti in Port-au-Prince bestellt.
Am 13. Juli 2008 ernannte ihn Papst Benedikt XVI. zum Bischof des am selben Tag errichteten Bistums Anse-à-Veau et Miragoâne. Sein bischöflicher Wahlspruch „Caritas Christi urget nos“ (lateinisch Die Liebe Christi drängt uns) ist ein Zitat aus dem 2. Korintherbrief (2 Kor 5,14 ).